# Breviarium sancti Lulli
Das Breviarium sancti Lulli oder verkürzt auch Brevarium Lulli ist ein Güterverzeichnis des Klosters Hersfeld. Es enthält den Besitz, den das Kloster zur Zeit des Klostergründers und Erzbischofs von Mainz, Lullus, erhalten hat.

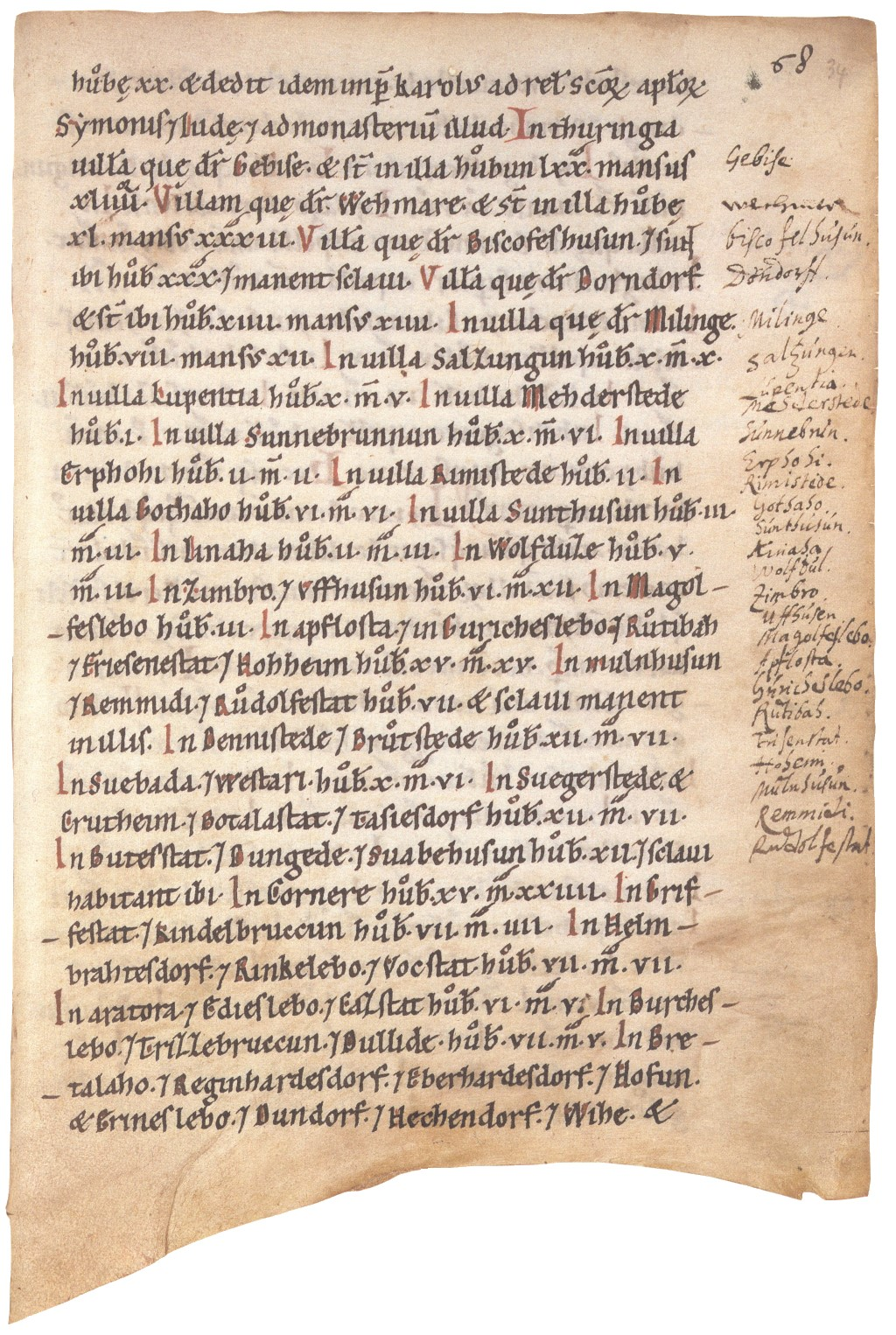
Tafel 1 (fol. 34^{r}) aus dem Brevarium Lulli

Das Güterverzeichnis ist durch eine Abschrift überliefert, die eine Neuredaktion vom Ende des 9. Jahrhunderts zur Quelle hatte. Es befindet sich in dem ältesten Hersfelder Kopialbuch liber de libertatibus locorum Hersfeldensium aus dem 12. Jahrhundert auf den Seiten fol. 33v – 35v. Das Kopialbuch wurde um 1150 geschrieben und ist heute nur noch in Fragmenten erhalten. Neben dem Güterverzeichnis enthält das Kopialbuch noch weitere Abschriften von Urkunden der Päpste und Könige. Es wurde auf Pergament in gotischen Minuskeln geschrieben und ist 25,3 × 16,3 cm groß. Der Einband aus dem 15. Jahrhundert ist mit Lederband über Holzdeckeln ausgeführt. Der Lederband ist mit reichen Blindprägungen versehen.
Das Verzeichnis beginnt auf fol. 33v mit dem Satz:

“Incipit Breviarium sancti Lvlli archiepiscopi. Breve com(pendium) de illis rebus, que pertinent ad monasterium quod dicitur Herolfesfeld, quod construxit sanctus Lvllvs archiepiscopus Mog(untinus) in marca Hassorum in Bůchonia in ripa fluminis Fulda et tradidit domno imperatori Karolo.”

Danach gliedert sich das Güterverzeichnis in drei Hauptabschnitte, den sogenannten Tafeln. Die erste Tafel enthält die Schenkungen Karls des Großen bis zum Tod von Lullus im Jahr 786. Einzelne Nachträge stammen vermutlich aus den Jahren 802 und 814. Die zweite Tafel enthält Erwerbungen von Lullus und Schenkungen freier Personen bis zur Übergabe des Klosters an König Karl am Jahr 775. Einige Nachträge erfolgten bis zum Tod von Lullus im Jahr 786. Man geht daher bei diesem Besitz davon aus, dass er dem Kloster zwischen 755 und 786 übergeben wurde. Die dritte Tafel enthält schließlich Schenkungen freier Personen nach Übergabe des Klosters an Kaiser Karl. Damit sind hier Schenkungen beurkundet, die ab 775 stattfanden. Der zeitliche Abschluss dieser Tafel und des ganzen Verzeichnisses vermutet man im Zeitraum von 802 bis vor 815 (nachweislich ab 815 ausgestellte Urkunden sind in dem Verzeichnis nicht mehr enthalten), der ausgehenden Regierungszeit von Kaiser Karl.
Innerhalb der Tafeln sind die Orte geographisch sortiert. In der ersten und zweiten Tafel ist der Besitz in Hersfeld zuerst genannt. Die meisten Orte befanden sich danach in Thüringen, die in der ersten und zweiten Tafel am meisten genannt werden. Danach folgen in der ersten Tafel Orte in der Wetterau und im Wormsgau. In der zweiten Tafel folgen Orte im Lahngau und im Hessengau. Initialen und die Anfangsbuchstaben der Namen sind in roter Tinte geschrieben bzw. sind durch rote Punkte oder Striche hervorgehoben. Der Besitz in den einzelnen Orten ist in Hufen und Mansen genannt und am Ende der einzelnen Tafeln wurden diese Maßangaben summiert. Am Ende des Verzeichnisses auf der Tafel 3 stehen schließlich die Gesamtzahl der Hufen und Mansen und die Anzahl der Mönche im Kloster.

“Continentur enim in summa hůb(ę) ML et mansus DCCXCV. Numerus fratrum est CL.”

„Das ergibt also insgesamt 1050 Hufen und 795 Mansen. Die Zahl der Brüder beträgt 150.“

Die Summe der Hufen und Mansen ist aber sowohl in den Tafeln, als auch am Ende fehlerhaft. Die Ursache dafür könnte an den Nachträgen liegen, die am Ende des 9. Jahrhunderts getätigt wurden. Was man damals genau unter den Maßen Hufe und Manse verstand bzw. worin der Unterschied bestand, ist nicht eindeutig belegbar. Weiterhin ist der Begriff „villa“ im Lateinischen mehrdeutig. Es kann hier sowohl der grundherrliche Hof, als auch ein bäuerliches Dorf gemeint sein.
Viele Ortschaften in Thüringen, Sachsen-Anhalt und Hessen, wie etwa Kölleda, Kirchscheidungen oder Borken und der heutige Ortsteil von Borken, Großenenglis, wurden hier erstmals urkundlich genannt. Das Breviarium Sancti Lulli stellt damit zusammen mit den Summarien des Codex Eberhardi für Hessen und Thüringen eine der wichtigsten Quellen der Karolingerzeit dar. Das Breviarium wird heute im Staatsarchiv Marburg aufbewahrt.